# Tratado de Roma (1957)

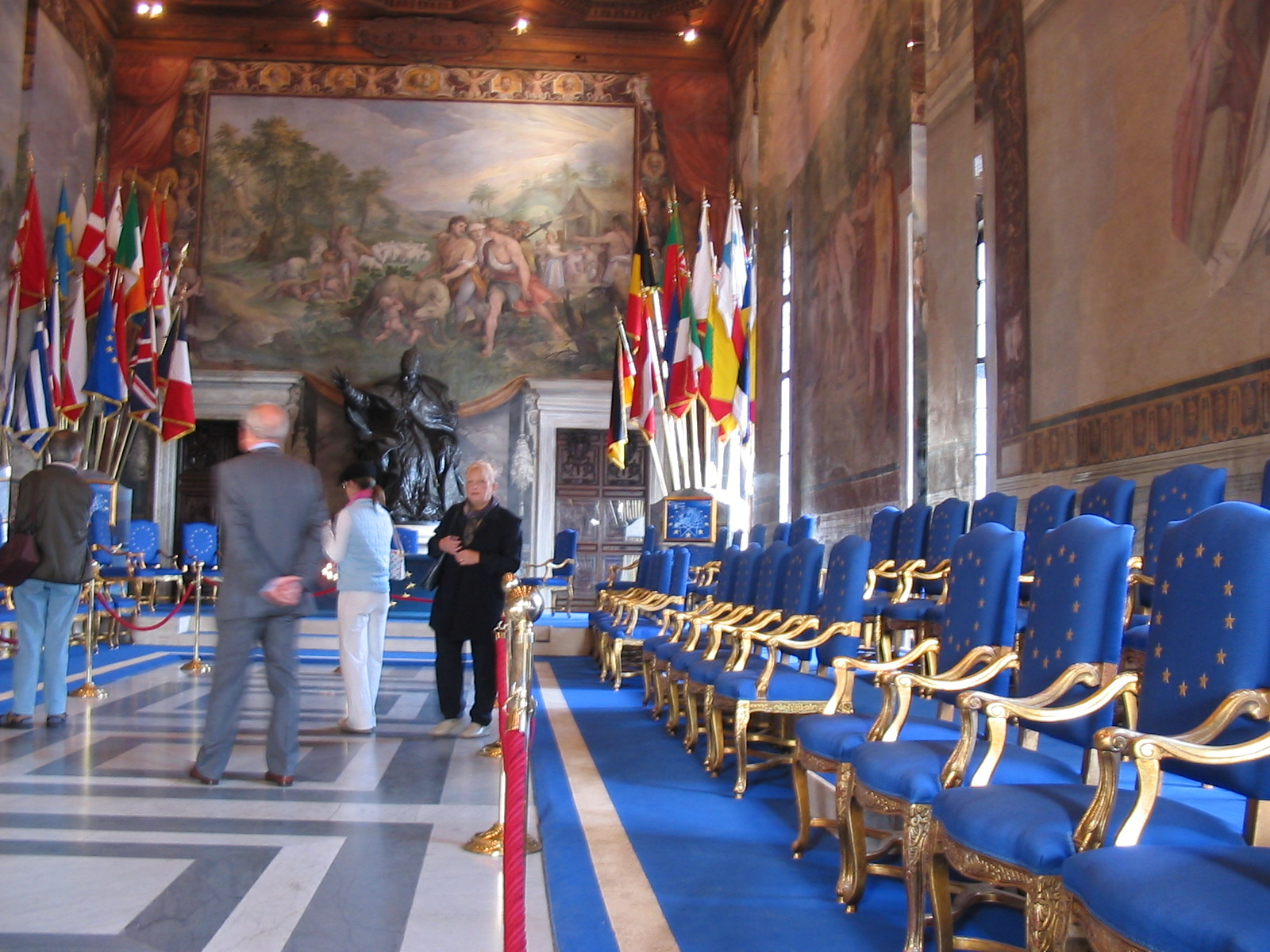
Museus Capitolinos, em Roma, onde foi fundada a CEE em 1957.

O Tratado de Roma é o nome dado a dois tratados:
- Tratado Constitutivo da Comunidade Económica Europeia (CEE)
- Tratado Constitutivo da Comunidade Europeia da Energia Atômica (Euratom)

Foram assinados em 25 de março de 1957 em Roma pela Alemanha Ocidental, França, Itália, Bélgica, Países Baixos e Luxemburgo. Entrou em vigor em 1 de Janeiro de 1958.
A assinatura deste tratado é o culminar de um processo que surge após a Segunda Guerra Mundial, que deixou a Europa económica e politicamente destruída, e fragilizada face às duas superpotências: Estados Unidos e União Soviética.

## Tratado Constitutivo da CEE
Atualmente em vigor com o nome de Tratado Constitutivo da Comunidade Europeia, é, junto com o Tratado da União Europeia um dos dois textos fundamentais das instituições europeias.
O tratado estabelecia:
- União aduaneira: a CEE foi conhecida popularmente como o "Mercado comum". Se acordou um período transitório de 12 anos, no que deveriam desaparecer totalmente as barreiras alfandegárias entre os Estados membros;
- Política Agrícola Comum (PAC): esta medida estabeleceu a livre circulação dos produtos agrícolas dentro da CEE, assim como a adoção de políticas protecionistas, que permitiram aos agricultores europeus evitar a concorrência de produtos procedentes de outros países não pertencente a CEE. Isto se conseguiu mediante a subvenção aos preços agrícolas. Desde então a PAC tem concentrado boa parte do Pressuposto comunitário.

Este tratado estabeleceu a proibição de monopólios, a concessão de alguns privilégios comerciais às regiões ultraperiféricas da União Europeia, assim como algumas políticas comuns em transportes.
Ante o êxito impulsionado pela maior fluidez dos intercâmbios comerciais, em 1 de Julho de 1968 se suprimiram todos os entraves internos entre os Estados membros, ao tempo que se adoptou uma política aduaneiro comum para todos os produtos procedentes de países não pertencentes a CEE.
Este mercado comum afetava somente à livre circulação de bens. O livre movimento de pessoas, capitais e serviços teve que esperar ao Ato Único Europeu (AUE) de 1986 para dar o impulso para em 1992 se estabelecer o mercado unificado.

## Tratado Constitutivo da CEEA (Euratom)
Menos relevante que o da CEE, buscava criar condições de desenvolvimento de uma indústria nuclear.
O Tratado Euratom não experimentou grandes mudanças desde a sua criação e segue em vigor. A Comunidade Europeia de Energia Atômica, não se juntou com a União Europeia e guarda uma personalidade jurídica distinta, ao mesmo tempo que comparte as mesmas instituições.

## Resultados
Os Tratados de Roma significaram um triunfo para os europeístas como Robert Schuman e Jean Monnet que ante a impossibilidade de consolidar de maneira imediata uma união política, desenvolveram um processo de integração que afetasse de maneira paulatina diversos sectores da economia, criando instituições supranacionais nas quais os estados membros cedem parte de sua soberania sobre determinadas competências.
Assim a CEE criou uma série de instituições:
- Comissão Europeia
- Conselho Europeu
- Parlamento Europeu
- Tribunal de Justiça da União Europeia
- Comité Económico e Social Europeu

Desta maneira se iniciou um processo em que a progressiva integração económica solidou o caminho à união política.
Em seu preâmbulo o Tratado que instituía a CEE afirmava: "...os signatários estão determinados a estabelecer os fundamentos de uma união sem fissuras mais estreita entre os países europeus".

## Cronologia
O Tratado de Roma foi modificado, sucessivamente, pelos seguintes documentos:
- Ato Único Europeu, assinado no Luxemburgo, efetivo a 1 de Julho de 1986;
- Tratado de Maastricht, efetivo a 1 de novembro de 1992. Este tratado institui União Europeia;
- Tratado de Amesterdão, efetivo a 1 de maio de 1997, modificando o tratado sobre a União Europeia, os tratados instituindo as Comunidades Europeias e certos atos ligados a estes.
- Tratado de Nice, efetivo a 1 de fevereiro de 2000.
- Tratado de Roma (2004), igualmente chamado de Tratado estabelecendo uma Constituição para a Europa, assinado a 29 de outubro de 2004 pelos chefes de Estado membros da União Europeia. O tratado não entrou em vigor, consequência da rejeição do tratado por referendo em França e nos Países Baixos em 2005.
- Tratado de Lisboa (2007)

| Assinado Em vigor Tratado          | 1948 Tratado de Bruxelas                                        | 1951 1952 Tratado de Paris      | 1954 1955 Modificações no Tratado de Bruxelas | 1957 1958 Tratado de Roma                     | 1965 1967 Tratado de Fusão                    | 1975 N/A Conclusão do Conselho Europeu        | 1985 Tratado de Schengen                     | 1986 1987 Ato Único Europeu                  | 1992 1993 Tratado de Maastricht              | 1992 1993 Tratado de Maastricht | 1997 1999 Tratado de Amesterdão | 2001 2003 Tratado de Nice | 2007 2009 Tratado de Lisboa | 2007 2009 Tratado de Lisboa |  |
|                                    |                                                                 |                                 |                                               |                                               |                                               |                                               |                                              |                                              |                                              |                                 |                                 |                           |                             |                             |  |
| Os Três Pilares da União Europeia: |                                                                 |                                 |                                               |                                               |                                               |                                               |                                              |                                              |                                              |                                 |                                 |                           |                             |                             |  |
| Comunidades Europeias              |                                                                 |                                 |                                               |                                               |                                               |                                               |                                              |                                              |                                              |                                 |                                 |                           |                             |                             |  |
|                                    | Comunidade Europeia da Energia Atómica (EURATOM)                |                                 |                                               |                                               |                                               |                                               |                                              |                                              |                                              |                                 |                                 |                           |                             |                             |  |
|                                    |                                                                 |                                 | Comunidade Europeia do Carvão e do Aço (CECA) | Comunidade Europeia do Carvão e do Aço (CECA) | Comunidade Europeia do Carvão e do Aço (CECA) | Comunidade Europeia do Carvão e do Aço (CECA) | Tratado expirou em 2002                      | Tratado expirou em 2002                      | Tratado expirou em 2002                      |                                 | União Europeia (UE)             | União Europeia (UE)       |                             |                             |  |
|                                    |                                                                 |                                 | Comunidade Económica Europeia (CEE)           |                                               |                                               |                                               |                                              |                                              |                                              |                                 | União Europeia (UE)             | União Europeia (UE)       |                             |                             |  |
|                                    |                                                                 |                                 |                                               | Acordo de Schengen                            |                                               |                                               | Comunidade Europeia (CE)                     | Comunidade Europeia (CE)                     |                                              |                                 | União Europeia (UE)             | União Europeia (UE)       |                             |                             |  |
|                                    |                                                                 | TREVI                           | TREVI                                         | TREVI                                         | Justiça e Assuntos Internos (JHA)             |                                               | Comunidade Europeia (CE)                     | Comunidade Europeia (CE)                     |                                              |                                 | União Europeia (UE)             | União Europeia (UE)       |                             |                             |  |
|                                    | Cooperação entre Polícia e Justiça em Matérias Criminais (PJCC) | TREVI                           | TREVI                                         | TREVI                                         | Justiça e Assuntos Internos (JHA)             |                                               |                                              |                                              |                                              |                                 | União Europeia (UE)             | União Europeia (UE)       |                             |                             |  |
|                                    |                                                                 |                                 |                                               |                                               | Cooperação Política Europeia (CPE)            | Política Externa e de Segurança Comum (CFSP)  | Política Externa e de Segurança Comum (CFSP) | Política Externa e de Segurança Comum (CFSP) | Política Externa e de Segurança Comum (CFSP) |                                 | União Europeia (UE)             | União Europeia (UE)       |                             |                             |  |
| Organismos não consolidados        | Organismos não consolidados                                     | União da Europa Ocidental (UEO) | União da Europa Ocidental (UEO)               | União da Europa Ocidental (UEO)               | União da Europa Ocidental (UEO)               | União da Europa Ocidental (UEO)               | União da Europa Ocidental (UEO)              |                                              |                                              |                                 |                                 | União Europeia (UE)       |                             |                             |  |
| Organismos não consolidados        | Organismos não consolidados                                     | União da Europa Ocidental (UEO) | União da Europa Ocidental (UEO)               | União da Europa Ocidental (UEO)               | União da Europa Ocidental (UEO)               | União da Europa Ocidental (UEO)               | União da Europa Ocidental (UEO)              | Tratado encerrado em 2011                    |                                              |                                 |                                 |                           |                             |                             |  |
|                                    |                                                                 |                                 |                                               |                                               |                                               |                                               |                                              |                                              |                                              |                                 |                                 | v d e                     |                             |                             |  |